# 1989... déjà !
 (novembre 2014).
Si vous disposez d'ouvrages ou d'articles de référence ou si vous connaissez des sites web de qualité traitant du thème abordé ici, merci de compléter l'article en donnant les références utiles à sa vérifiabilité et en les liant à la section « Notes et références ».
Albums de Catherine Ribeiro
Percuphonante Fenêtre ardente
Sous-titré Du tiers-état au tiers-monde, 1989… déjà ! est un album studio de Catherine Ribeiro sorti en 1988 pour le bi-centenaire de la Révolution française.

## Commentaire
Cet album rassemble des « chants connus et inconnus, orchestrés et interprétés d'une façon résolument moderne ».

## Titres
1. La guillotine permanente - 1:44 (Camille Desmoulins ?)
2. Romance patriotique sur la mort du jeune Bara - 4:39
3. Hymne à la Liberté - 2:57
4. Il pleut, bergère – 3:12 (Fabre d'Églantine/Simon, 1780)
5. Allons Français au Champ de Mars (1790)- 3:34
6. Le Chant du départ – 4:45 (Marie-Joseph Chénier / Étienne Nicolas Méhul)
7. La Mort de Marat - 2:44
8. Au clair de la lune – 1:53 (anonyme, XVIIIe siècle)
9. Ca ira – 2:32 (Ladré / Bécourt)
10. Vous savez que je fus roi - 2:34
11. La Carmagnole – 2:41 (anonyme / ronde, probablement d'origine piémontaise, 1792)
12. Les Sans-culottes - 2:14
13. Cadet Rousselle - 2:03 (Gaspard de Chenu / traditionnel)
14. Le Réveil du peuple – 3:15 (Jean-Marie Souriguière de Saint-Marc / Pierre Gaveaux, 1795)
15. La Marseillaise - 2:16 (Rouget de Lisle, 1792)

## Musiciens
- Catherine Ribeiro – Chant
- Pierre Chérèze - Guitare électrique